# Kráľova skala (Nízké Tatry)
Kráľova skala je horský vrchol o nadmořské výšce 1690 m nalézající se v kráľovohoľské části Nízkých Tater.
Leží na východním konci hlavního hřebene pohoří, v jihovýchodní části kráľovohoľského masivu (1946,1 m n. m.). Vrcholem prochází zeleně značená turistická trasa z Telgártu na Kráľovu hoľu a vrchol poskytuje výhled do okolí.

## Přístup
- po  zelené značce:
  - z Telgártu
  - z Kráľové holi